# ولاوینگتون
ولاوینگتون (به انگلیسی: Woolavington) یک روستا و محله مدنی در بریتانیا است که در سژمور واقع شده‌است. ولاوینگتون ۲٬۱۱۵ نفر جمعیت دارد.